# Johannes Maron I.

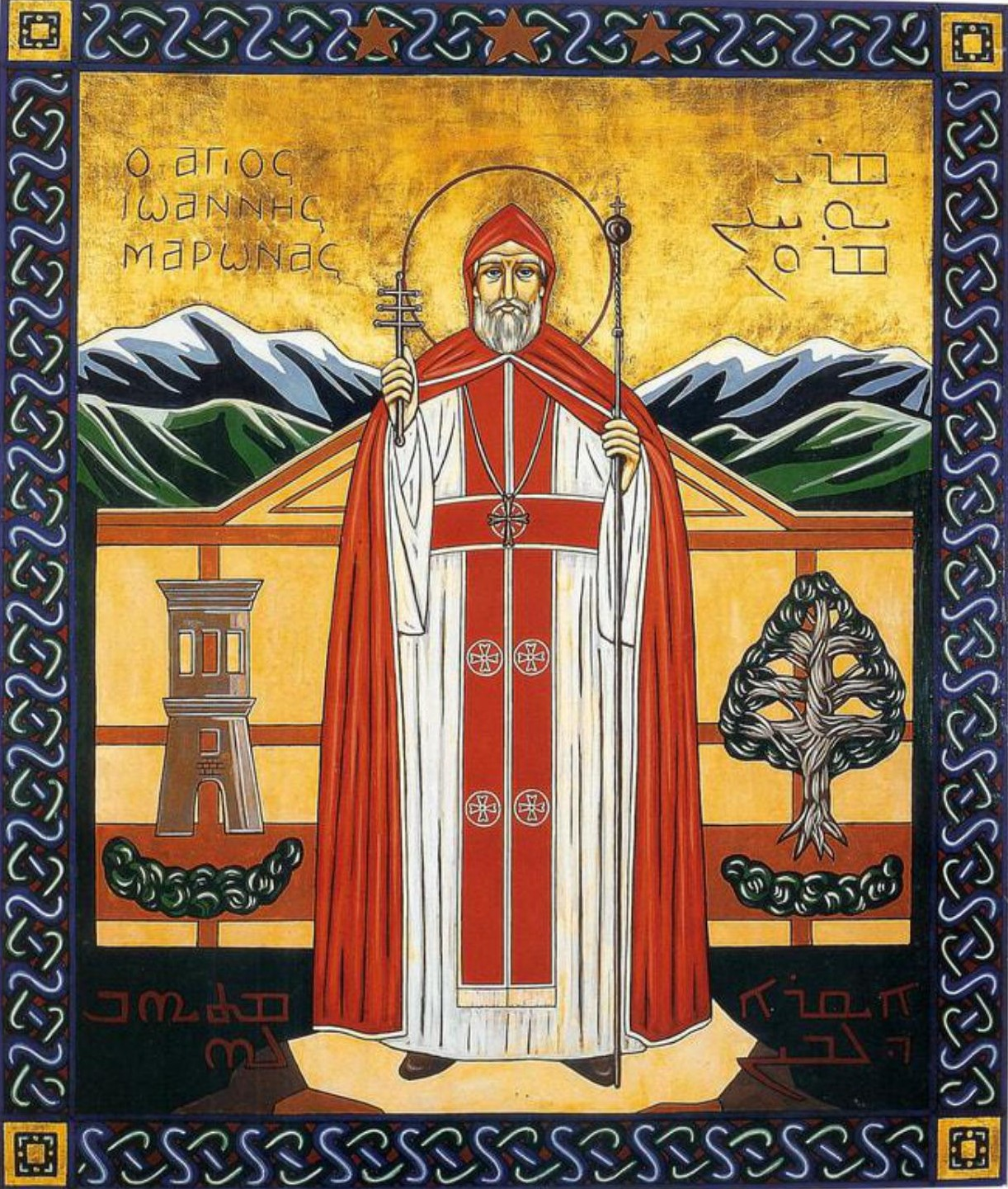
Johannes Maron I.

Johannes Maron I. († 707) war der erste Maronitische Patriarch. Er wird als Heiliger verehrt. Sein Gedenktag ist der 2. März.
Sein Vater war Ahathon, Gouverneur von Sarum und Anohamia, sein Großvater war Prinz Alidiopas. Er studierte Mathematik, Naturwissenschaften, Philosophie, Theologie, Linguistik und Heiliges Schrifttum in Antiochien und im Kloster Hl. Maron. Dort trat er auch in den Orden ein und nahm den Beinamen Maron an.
Daraufhin studierte er Griechisch und Patrologie in Konstantinopel. Nach seiner Rückkehr schrieb er verschiedene Werke über Pädagogik, Rhetorik, die Sakramente, Verwaltung von Kircheneigentum, Gesetzestexte und Liturgie. Er verfasste eucharistische Gebete, welche noch heute seinen Namen tragen. Als Lehre und Prediger, erklärte er dem Rat von Chalcedon das Katholische Dogma, er schrieb an die Gläubigen eine Reihe von Briefe gegen Monophysitismus und Monotheletismus. Er reiste daraufhin nach Syrien, um seine Lehren gegen die Häresie auszulegen.
Im Jahre 676 wurde er Bischof für den Libanon mit dem Auftrag dort der Häresie entgegenzutreten und um die Einheit der Maroniten mit der Reichskirche zu festigen. Er unterstützte die christlichen Gläubigen während der muslimischen Invasion.
Die Maroniten stellten große Teile der maraditischen Armee, den so genannten Messingwall, welche Konstantinopel und das Byzantinische Reich gegen die muslimische Expansion verteidigten. Im Jahre 685 wählten die Maraditen Johannes Maron zum Patriarchen von Antiochien und dem Orient. Johannes bekam die Zustimmung von Papst Sergius I. und somit wurde er der erste maronitische Patriarch.
Der byzantinische Herrscher Justinian II. fürchtete die wachsende Macht der maraditischen Armee. Er war verärgert, dass für die Ernennung von Johannes Maron zum Patriarchen seine Zustimmung nicht gesucht wurde. Er sandte seine Armee, um die Maraditen zu schlagen und Johannes festzunehmen. Es gelang der Armee jedoch die Schlacht zu gewinnen, wobei Antiochien geschlagen und das Kloster zerstört wurde. 500 Mönche kamen dabei ums Leben, Johannes konnte in den Libanon fliehen. Als ihm Justinians Armee folgte, schlugen die Maraditen sie unter der Führung von Johannes Neffen Ibrahim. Im Libanon gründete Johannes das Kloster in Reesh Moran in Kefer Hay im Libanon und verlegte seinen Patriarchensitz dorthin. Die Maraditen kapselten sich von den benachbarten Bevölkerung ab, was sich darin zeigt, dass sie sich mit anderen Gruppen nicht vermischten.